# Mateo Fossa
Mateo Fossa ( Buenos Aires, Argentina, 1896 – ibídem, 3 de julio de 1973 ) fue un dirigente sindical y político de ideología trotskista que escribía con el seudónimo de Irlam. De origen humilde, tenía la talla de madera como profesión. Se inició en la política en el Partido Socialista, que dejó para militar durante algunos años 
en el Partido Comunista; regresó después al PS y luego lo abandonó definitivamente continuando su militancia en otros partidos. Fue dirigente en sindicatos de la madera y actuó en diferentes comités políticos. En 1938 viajó a México, donde no logró participar en el Congreso de Trabajadores Latinoamericanos en representación de los trabajadores de la madera como era su propósito pero tuvo varias entrevistas con León Trotski cuyo contenido publicó en forma de folleto.  

## Primeros años
Nació en un corralón de forraje y carbón del Barrio Norte de la ciudad de Buenos Aires donde vivían sus padres, que eran inmigrantes italianos de clase obrera. Cursó toda la escuela primaria y comenzó a trabajar como aprendiz de escultura en yeso con maestros como Carlos Gautier, Luis Perlotti y Santiago José Chirico en un taller dedicado a realizar ornatos para frentes e interiores de edificios.

## Actividad sindical y política

### Entre 1914 y 1917
En 1914 empezó a laborar como tallista en madera, se afilió al sindicato de esa actividad y a la salida de su trabajo era el ayudante del secretario general, de ideología socialista. Cuando años después se produjo en el sindicato una situación de paridad entre dirigentes sindicalistas y anarquistas, Fossa fue elegido secretario general. En aquel mismo año se afilió al Centro Socialista de la 19° en la calle México 2070 que estaba cerca de donde vivía e ingresó en las juventudes socialistas que por entonces profesaban una visión clasista e internacionalista frente a la Primera Guerra Mundial.
Desde la aplicación de la Ley Sáenz Peña el PS vio incrementada su representación parlamentaria y en 1917 contaba con un senador y nueve diputados nacionales.

### Debate internacional sobre la posición socialista ante la guerra
En el orden internacional, la Segunda Internacional había debatido la postura de los socialistas ante la guerra mundial y la mayoría optó por respaldar los esfuerzos bélicos de sus respectivos países. La minoría se oponía al conflicto invocando la solidaridad de clase internacional y se reunió en la Conferencia de Zimmerwald, realizada en la ciudad suiza de ese nombre donde se dividió en dos fracciones:
- La llamada Izquierda de Zimmerwald o «derrotistas», encabezados por Lenin, que consideraban la Internacional acabada y defendían la formación de una nueva organización constituida exclusivamente por los socialistas que se oponían a la guerra y que deseaban convertir la confrontación entre naciones en una lucha civil entre clases.[3][4]
- Los «internacionalistas», mayoritarios en la conferencia, que abogaban por la reconstitución de una Segunda Internacional que debía ayudar a lograr la paz y mantenerla.[3] En esta conferencia Lenin mostró su posición frente a la guerra, indicó que ella favorecía al imperialismo y propuso como solución a la guerra, la revolución.[3] La posición de Lenin, minoritaria, fue rechazada debido al carácter casi pacifista de la izquierda en ese momento. La Conferencia de Zimmerwald fue el germen de la Revolución de Octubre de 1917 y de la Tercera Internacional.

### Debate en Argentina

#### Declaración de neutralidad
En Argentina se debatió cuál debía ser la posición del país y en tanto la oposición en bloque, incluido el PS, se inclinaba por la ruptura de relaciones con Alemania, el gobierno se decidió por la neutralidad, en lo que Hipólito Yrigoyen calificó como posición “pasiva y claudicante” basándose en cuestiones tales como la falta de reacción oficial ante el fusilamiento del cónsul argentino en Dinant, Bélgica por el ejército alemán de ocupación en septiembre de 1914 o el apresamiento del buque Presidente Mitre por Gran Bretaña en 1915.

#### Crisis de 1917
Desde febrero de 1917 comenzó a discutirse en el seno del Partido Socialista la posición a asumir frente a la Revolución Rusa. 
En el XVII Congreso Ordinario del PS se puso en evidencia la tensión existente entre un sector integrado por Américo Ghioldi, Pérez Leirós, Nicolás Repetto, José Pena y Joaquín Coca hacia Antonio de Tomaso, Héctor González Iramain y Federico Pinedo, a los que acusaban de mantener una "doble moral" por mantener una relación profesional con empresarios y por su forma de relacionarse con la demás fuerzas políticas, y si bien la mayoría de los delegados rechazó sancionarlos, comenzó a instalarse dentro del partido la opinión de que en su seno había dos clases de diputados socialistas, uno integrado por universitarios abierto a dialogar con otros sectores políticos y otro decidido a enfrentar con dureza a quienes representaban la burguesía. Lo cierto es que -tal como señaló González Iramain en su discurso- muchos dentro de este segundo grupo conocían a diputados de otros partidos desde antes de compartir el recinto, por relaciones profesionales, familiares o de su época de estudiante. 
A fines de abril de 1917 el PS realizó un Congreso Extraordinario en el que, sorpresivamente, triunfó la moción que respaldaba la posición de neutralidad por considerar el conflicto europeo como un choque entre burguesías que se disputaban el mercado mundial, pero en agosto el grupo parlamentario violó esa resolución cuando emitió una declaración favorable al rompimiento de relaciones de la Argentina con Alemania. Se produjo un complejo debate en el seno del partido y finalmente el grupo “internacionalista” favorable a la neutralidad se alejó para formar en el Congreso realizado el 5 y 6 de enero de 1917 en el salón porteño “20 de septiembre” el Partido Socialista Internacional entre cuyos fundadores se encontraba Fossa.

### Paso por el Partido Comunista
El Partido Socialista Internacional cambió su nombre por Partido Comunista Sección Argentina de la Internacional Comunista, en el Congreso extraordinario del 25 y 26 de diciembre de 1920 siguiendo las disposiciones del Congreso Mundial de la Internacional Comunista. En 1925 la conducción partidaria quedó en manos de Victorio Codovilla, Rodolfo Ghioldi y José Fernando Penelón que eran apoyados por la Internacional Comunista y el Partido Comunista soviético, y fueron expulsados casi un centenar de afiliados que constituyeron el Partido Comunista Obrero, que tuvo una vida efímera. Fossa integró el Secretariado del nuevo partido, cuyos militantes eran conocidos como “chispitas” por el periódico “La Chispa” que se editó entre 1926 y 1929 dirigido por Angélica Mendoza. En 1927 Fossa fue uno de los fundadores de la Liga Antiimperialista, conducida por chispistas, y fue su Secretario de Relaciones Exteriores y en 1930, ya disuelto el PCO, estuvo encarcelado por la dictadura de José Félix Uriburu. 

### Reingreso al Partido Socialista
A partir del fracaso de la República de Weimar y el ascenso de Hitler, la caída del segundo gobierno laborista en Gran Bretaña encabezado por Ramsay MacDonald y, en general, la influencia de la crisis de 1929, creció la presión sobre la Internacional Obrera y Socialista y el Comintern para que cooperaran en la acción. El 19 de febrero de 1933 la directiva de la IOS hizo un llamamiento urgiendo una acción conjunta contra el nazismo del Partido Socialdemócrata de Alemania y el Partido Comunista de Alemania. Este último respondió inicialmente que no estaba convencido de la sinceridad de la declaración pero poco tiempo después el Comintern adoptó un tono más conciliador y en el socialismo se ablandó la resistencia a la formación de frentes populares. Los partidos socialistas mediterráneos comenzaron a organizar frentes con los comunistas en tanto los de Gran Bretaña y países escandinavos rechazaron la idea y ganaron influencia dentro de la IOS. El 25 de septiembre de 1934 el Comité Ejecutivo del Comintern hizo un llamado a negociar la paz entre las dos organizaciones que fue rechazada por la IOS. 
Dice Juan Carlos Portantiero que esa discusión en el socialismo europeo se trasladó al Partido Socialista de Argentina y lo llevó a adoptar una táctica electoral inédita consistente en formar con el Partido Demócrata Progresista la Alianza Demócrata Socialista que llevó la fórmula De la Torre-Repetto a las elecciones presidenciales de 1931 en la que triunfó Agustín P. Justo. Fossa reingresó al Partido Socialista en esta nueva etapa en tanto continuaba su actividad gremial. Como secretario general del sindicato de la madera estuvo en el congreso que en 1935 constituyó la Confederación General del Trabajo y, más adelante, fue elegido prosecretario del Sindicato del Mueble. Reelegido como secretario del Sindicato Único de Trabajadores de la Madera y Anexos, fue uno de los impulsores de la creación de la Federación Nacional de los Trabajadores de la Madera, cuya secretaría general ejerció durante dos períodos. Fue uno de los dirigentes de la huelga de la madera de 1934, que a pesar del contexto de desocupación y crisis obtuvo la semana laboral de 40 horas. También participó en la gran huelga de la construcción que comenzó en octubre de 1935 y culminó en enero del año siguiente, en la que organizó el comité de solidaridad en la que convergieron dirigentes de distintos gremios e ideologías; Fossa negoció personalmente el petitorio de reivindicaciones y el conflicto finalizó con la victoria obrera.

### Ingreso al Partido Socialista Obrero, viaje a México y entrevista con Trotski
En 1937 algunos militantes, incluido Fossa, dejaron el PS y formaron el Partido Socialista Obrero, en el que integró el Comité Sindical y el Comité contra las deportaciones y por las libertades sindicales, además de ser candidato a diputado nacional. Con el apoyo del periodista trotskista Carlos Liacho viajó en 1938 a la Ciudad de México para asistir al Congreso de Trabajadores Latinoamericanos en representación de los trabajadores de la madera y sindicatos independientes, una treintena en total, pero los representantes comunistas rechazaron sus credenciales. Fossa se entrevistó en su casa de Coyoacán en tres oportunidades con León Trotski, exiliado en ese país. Le informó sobre la situación argentina y le preguntó sobre el fascismo, la guerra, el stalinismo y las perspectivas de la clase obrera en el continente, pudiendo retornar a su país merced al apoyo económico del presidente Lázaro Cárdenas.
Al regresar se separó del PSO y se unió al Grupo Obrero Revolucionario que conducía Liborio Justo, que publicó en 1941 el folleto “Conversando con León Trotski” con las declaraciones que había recogido Fossa en México. Dejó el agrupamiento al año siguiente cuando Justo rompió con el Secretariado de la IV Internacional en Estados Unidos. Integró el Comité contra el monopolio del transporte y del Comité por la libertad de los presos de Bragado.

### Llegada del peronismo
Si bien su hermano Manuel Fossa adhirió al Partido Laborista y en febrero de 1946 fue elegido diputado por la Provincia de Buenos Aires, Mateo Fossa enfrentó lo que consideraba como burocracia sindical a la par que rechazaba a la Unión Democrática. Durante los años de peronismo militó en la Unión Obrera Revolucionaria, una organización trotskista liderada por Miguel Posse que se disolvió en 1951 cuando el Grupo Cuarta Internacional liderado por Homero Rómulo Cristali -J.Posadas- fue reconocido como sección argentina de la IV Internacional. En la década siguiente siguió vinculado a agrupaciones de la “izquierda nacional” y en 1968 fue uno de los organizadores de la Mesa Organizadora de Jubilados y Pensionados de la República Argentina. En las elecciones de marzo de 1973 fue candidato a senador ´por el Partido Socialista de los Trabajadores conducido por Nahuel Moreno y publicó artículos en el periódico Avanzada Socialista. Cuando murió en la calle de un ataque al corazón, el 3 de julio de 1973, hacía veinte años que convivía con la también militante Mercedes Bacal.